# Bonnie Berger
Bonnie Anne Berger é uma matemática e cientista da computação, professora de matemática aplicada e ciência da computação do Instituto de Tecnologia de Massachusetts. Pesquisou inicialmente sobre algoritmos, e mais recentemente conduz pesquisas sobre biologia molecular computacional.
Foi palestrante convidada do Congresso Internacional de Matemáticos em Berlim (1998).
Em 1999 foi incluída em uma lista de 100 top innovators publicada pela MIT Technology Review. Em 2003 foi eleita fellow da Association for Computing Machinery, e em 2012 foi eleita fellow da Academia de Artes e Ciências dos Estados Unidos e da International Society for Computational Biology (ISCB).  Em 2016 foi induzida no College of Fellows do American Institute for Medical and Biological Engineering.